# تانیا دیویس
تانیا دیویس (انگلیسی: Tania Davis؛ زادهٔ ۴ ژوئیهٔ ۱۹۷۵) موسیقی‌دان اهل استرالیا است. وی از اعضای گروه موسیقی باند است.